# District de Hermel
Pour les articles homonymes, voir Hermel.
Le caza du Hermel (en arabe : قضاء الهرمل) est un district administratif libanais, qui fait partie du gouvernorat de Baalbek-Hermel. Le chef lieu du Caza est la ville du même nom Hermel.